# Ganggräber von Snæbum

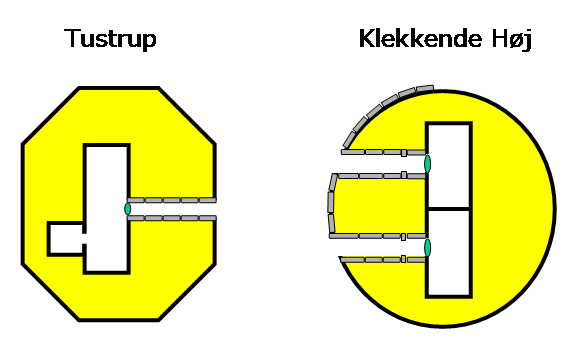
Prinzipskizze eines zusammengebauten Doppelganggrabes – rechts

Die Ganggräber von Snæbum sind drei benachbarte Großsteingräber westlich von Hobro in Jütland in Dänemark. Zwei der drei sind gut erhaltene bzw. restaurierte Ganggräber, der Spanskhøj und der Snibhøj sind Doppelanlagen (dänisch: Dobbelt- oder Tvillingejættestue). Sie stammen aus der Jungsteinzeit etwa 3500–2800 v. Chr. und sind Megalithanlagen der Trichterbecherkultur (TBK). Das Ganggrab ist eine Bauform jungsteinzeitlicher Megalithanlagen, die aus einer Kammer und einem baulich abgesetzten, lateralen Gang besteht. Diese Form ist primär in Dänemark, Deutschland und Skandinavien, sowie vereinzelt in Frankreich und den Niederlanden zu finden. Neolithische Monumente sind Ausdruck der Kultur und Ideologie neolithischer Gesellschaften. Ihre Entstehung und Funktion gelten als Kennzeichen der sozialen Entwicklung.

## Spanskhøj

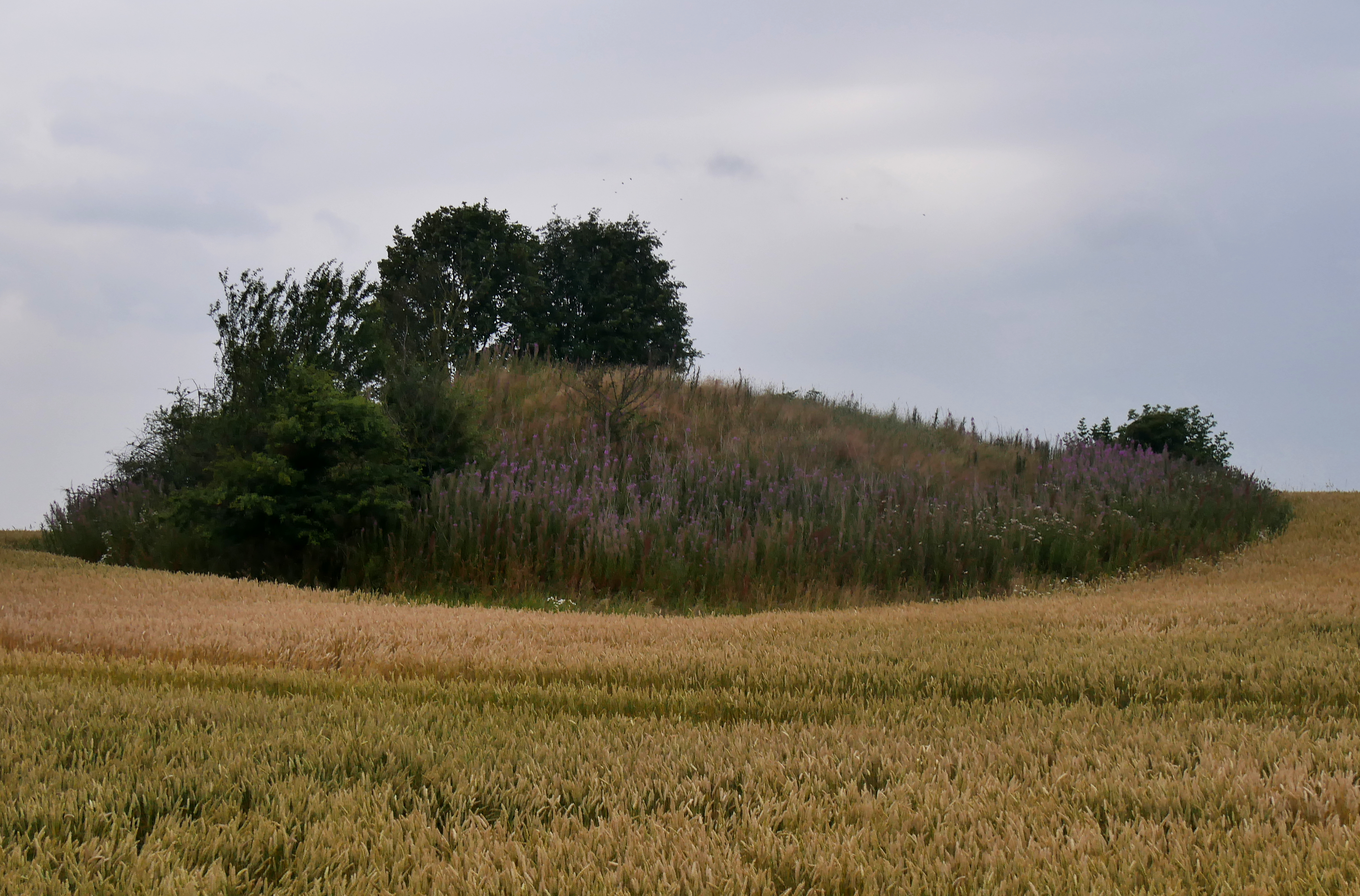
Grabhügel Spanskhøj

Der 1929 ausgegrabene und restaurierte Spanskhøj (deutsch „spanischer Hügel“) (auch Hannerup Spanskhøj) liegt in einem Feld nahe beim Dorf Hannerup und ist (verschlossen) unzugänglich.
Der Erdhügel hat etwa 22,0 m Durchmesser, ist über vier Meter hoch und enthält zwei Ganggräber. Die beiden separat (nicht wie oft zusammengebaut) im Hügel liegenden etwa vier Meter langen Kammern sind oval und werden von einem langen engen Gang erschlossen. Die Funde bestanden aus einer Axt und Dolchen aus Feuerstein, die aufrecht zwischen zwei Orthostaten in der südlichen Kammer deponiert waren. Außerdem wurden Bernsteinperlen und zerscherbte Töpferware gefunden. (Lage: 56° 39′ 1,5″ N, 9° 39′ 41,6″ O)

## Ganggräber im Snibhøj, auch Sniphøj

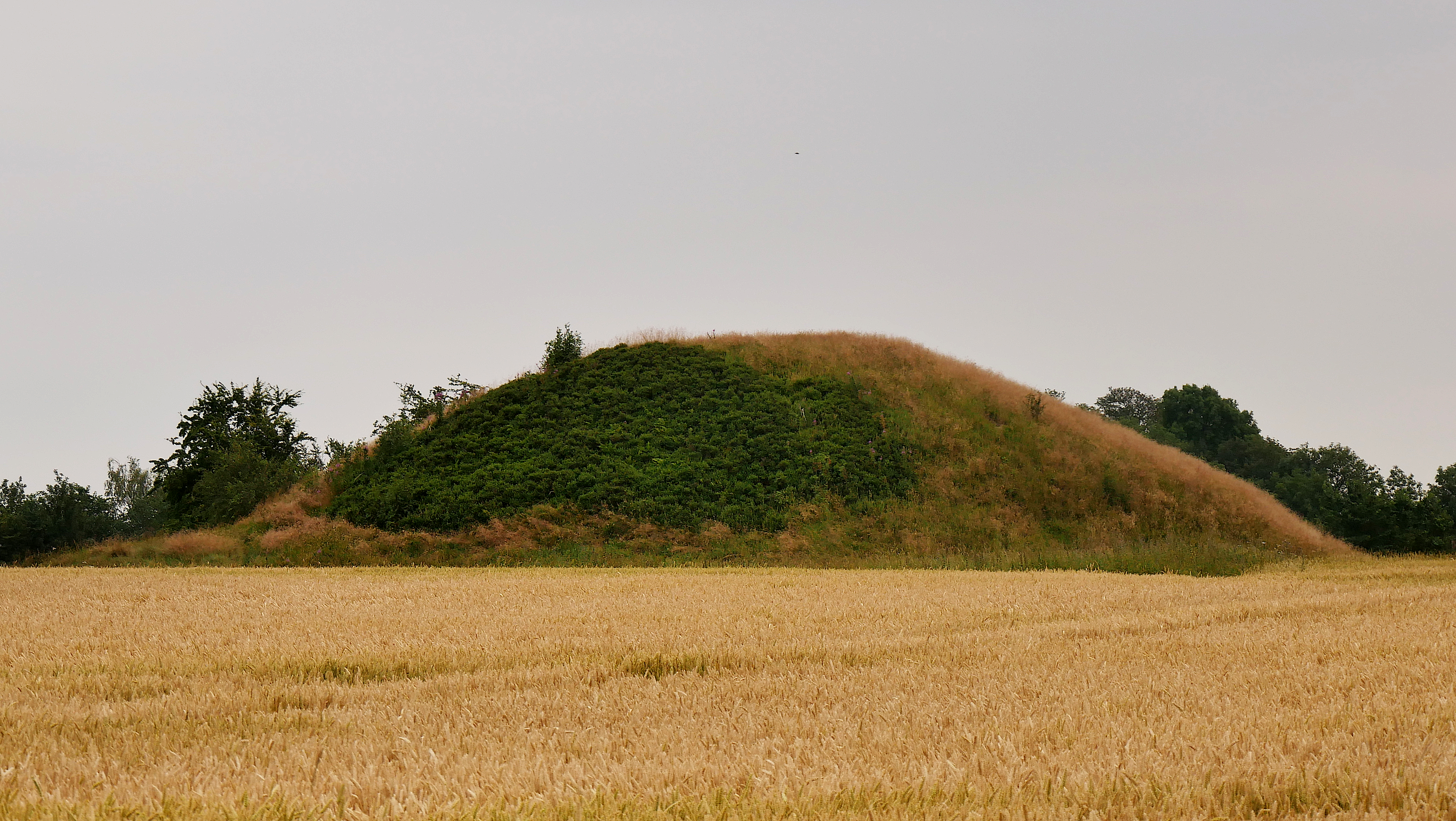
Grabhügel Snibhøj von Norden

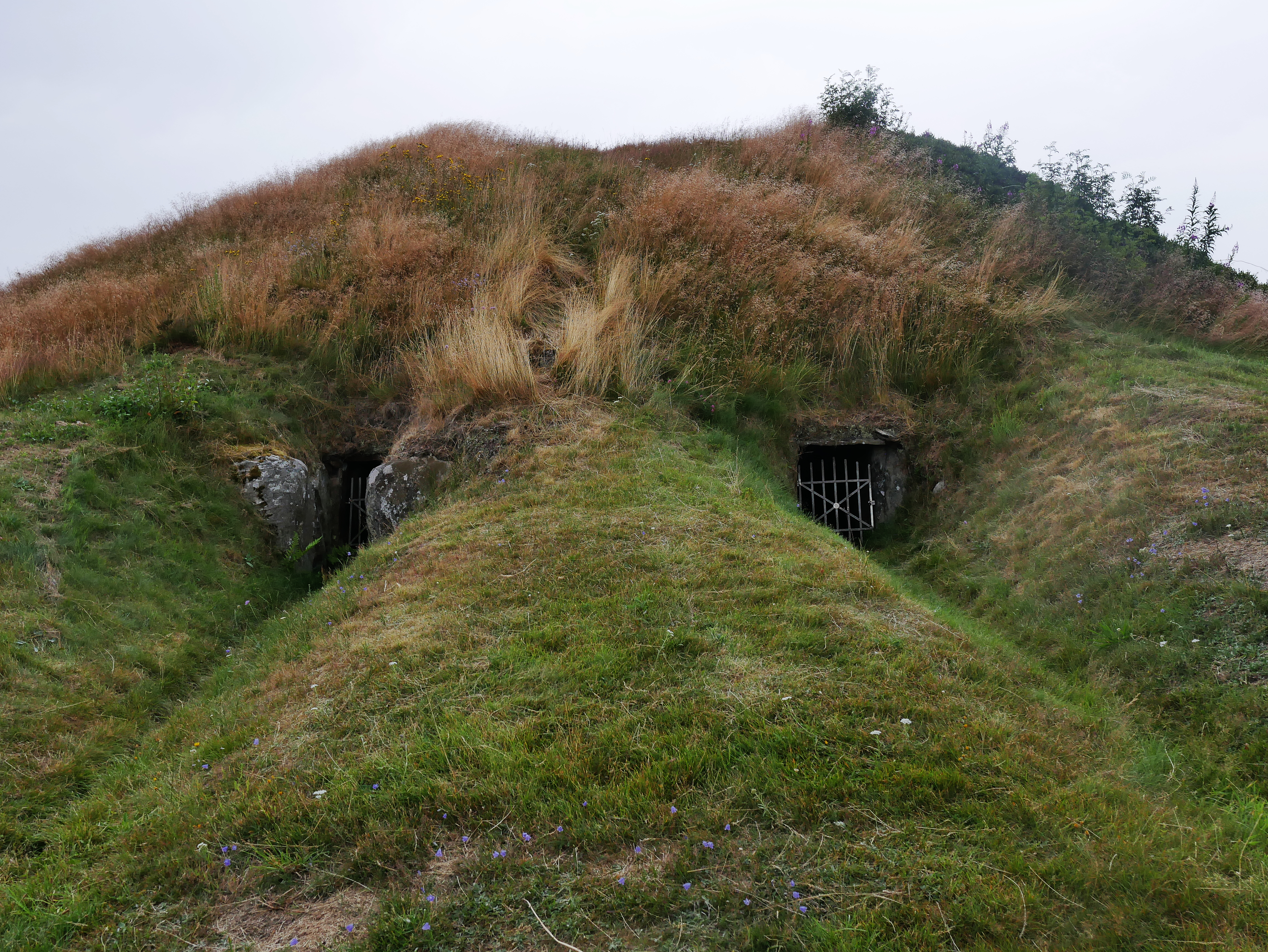
Grabhügel Snibhøj von Südosten

Der 1895 von Georg Sarauw (1862–1928) ausgegrabene und 1930 und 1999 restaurierte Snibhøj, 500 m vom Dorf Hannerup gelegen, ist touristisch erschlossen (Broschüre, Eintritt, Parkplatz). Der Zugang erfolgt vom Hof Østergård.
Der mit 6,5 m ungewöhnlich hohe und steile Hügel enthält zwei nicht miteinander verbundene kleine Ganggräber. Der Hügel war seiner Einfassung beraubt.

### Die Südkammer
Die polygonale oder nahezu runde südliche Kammer ähnelt im Grundriss dem Ganggrab von Thusbjerg und denen im Rundhügel von Øster Vittrup, beide auf Mors. Sie hat sieben Tragsteine und zwei Decksteine. Die Form ist für ein Ganggrab höchst ungewöhnlich und die Anlage ähnelt, abgesehen vom zweiten Deckstein, einem Polygonaldolmen. Die Ausgrabung zeigte, dass die Anlage seit dem Neolithikum nicht mehr von Menschen betreten worden war. Die verstreuten Knochen und die Beigaben in der 15 bis 20 cm starken Schicht der Kammer waren anscheinend von Tieren zerwühlt. Die Skelette stammten von 50 Personen, von denen 18 Kinder im Alter zwischen 6 Monaten und 16 Jahren waren. G. Sarauw war erstaunt, dass die Kammer nicht zentral im Erdhügel lag, und bereits 1896 wurde der zweite Zugang entdeckt.

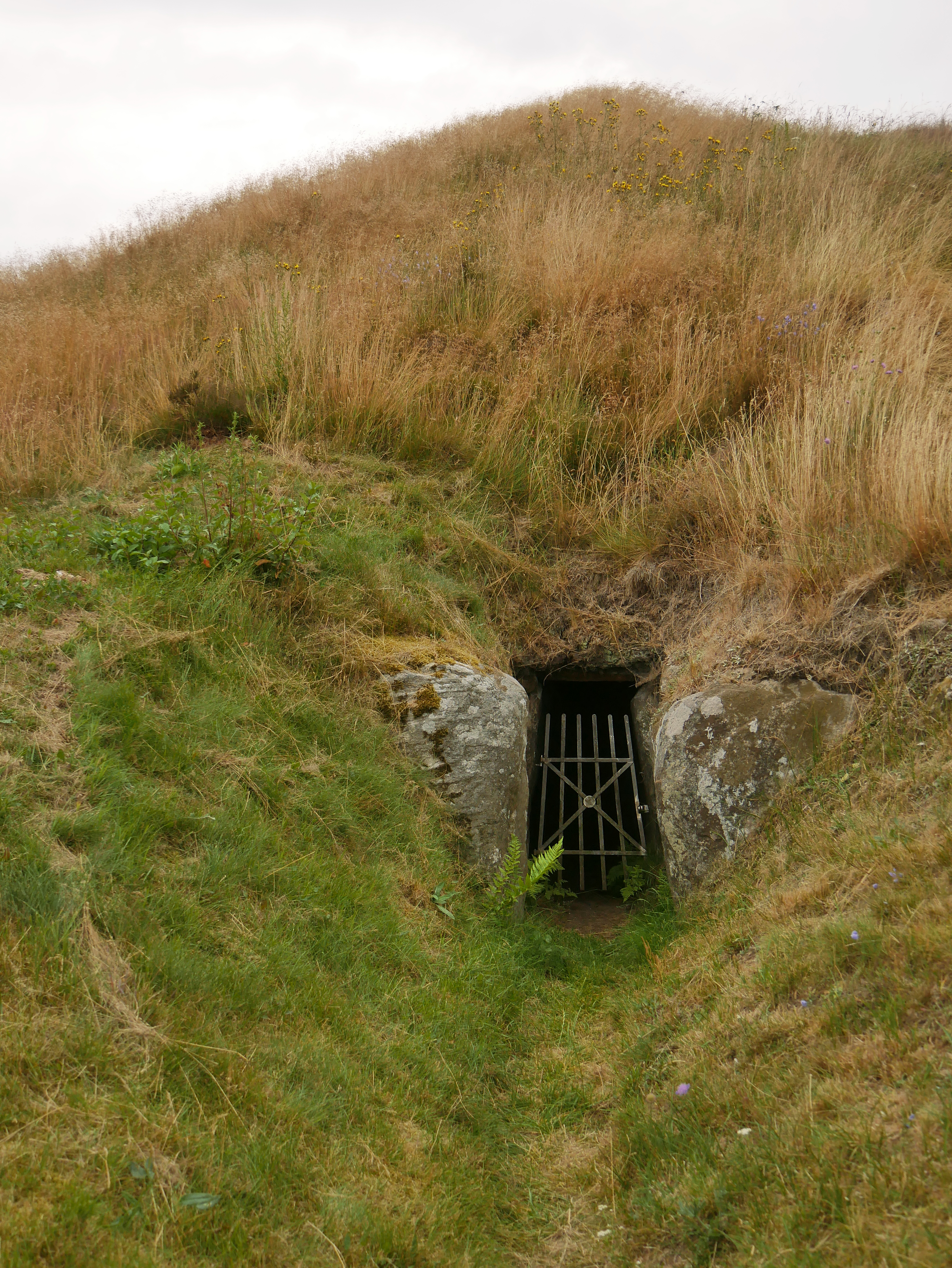
Eingang von Außen
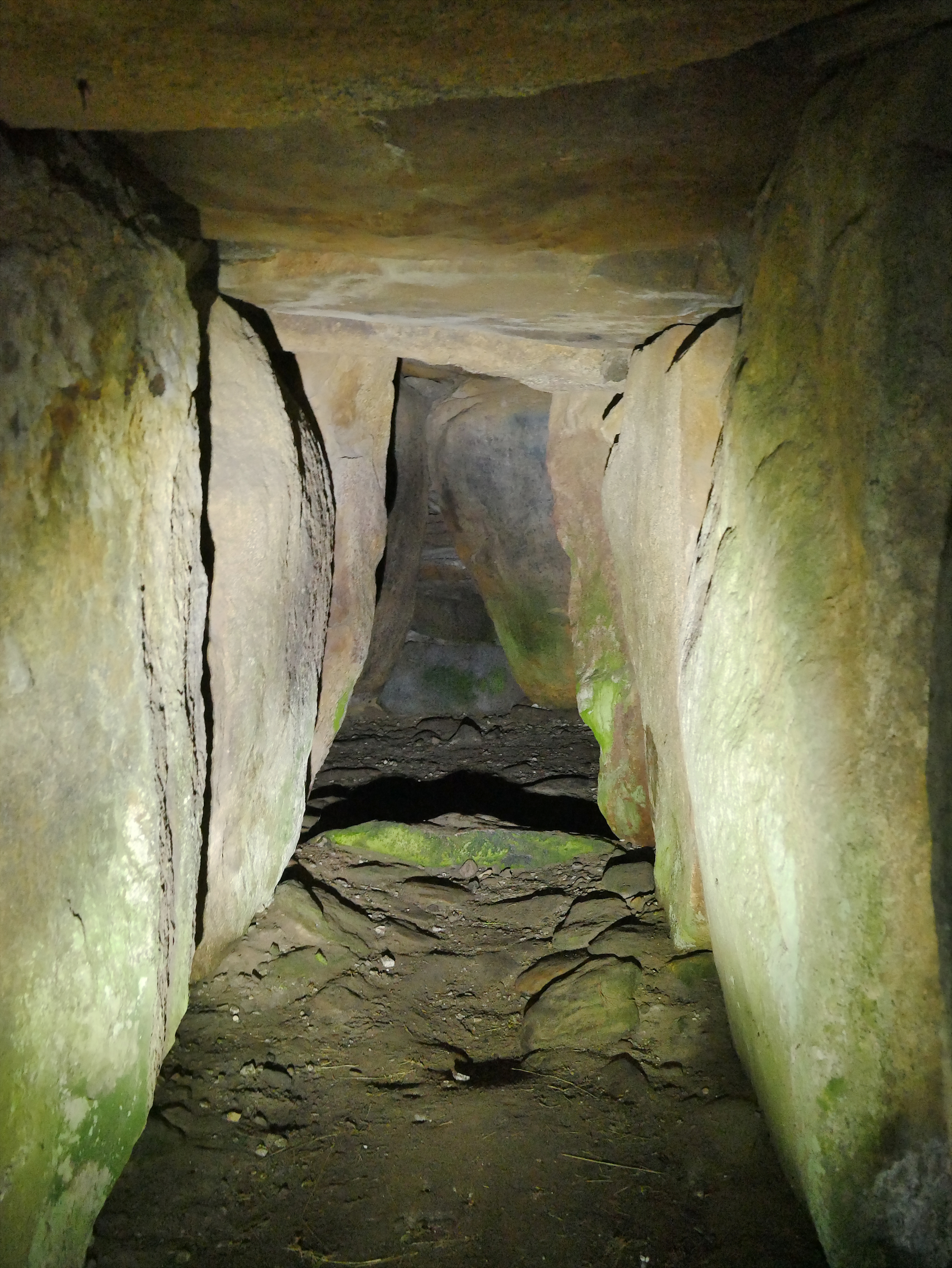
Gang zur Kammer
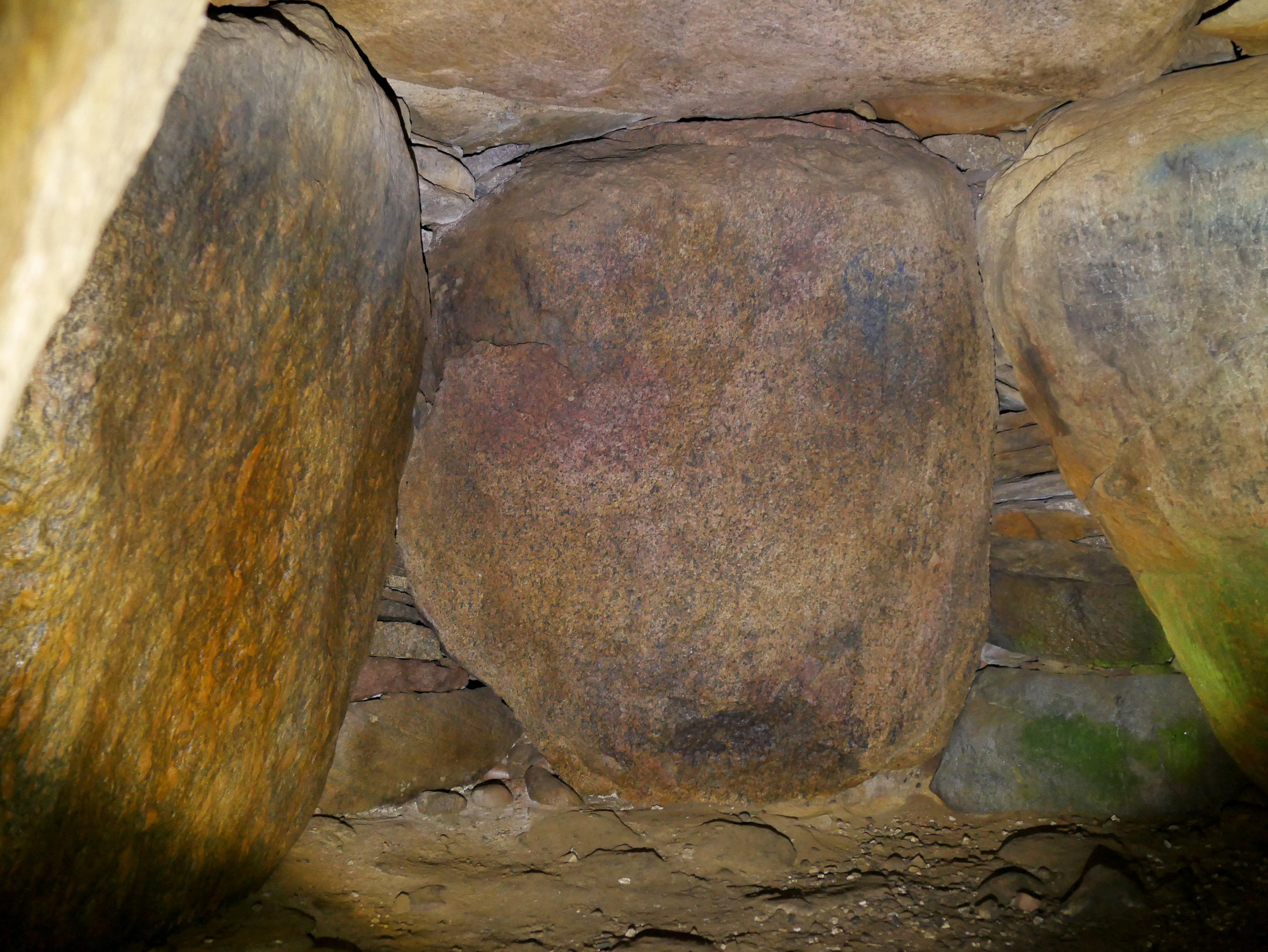
Südliche Kammer
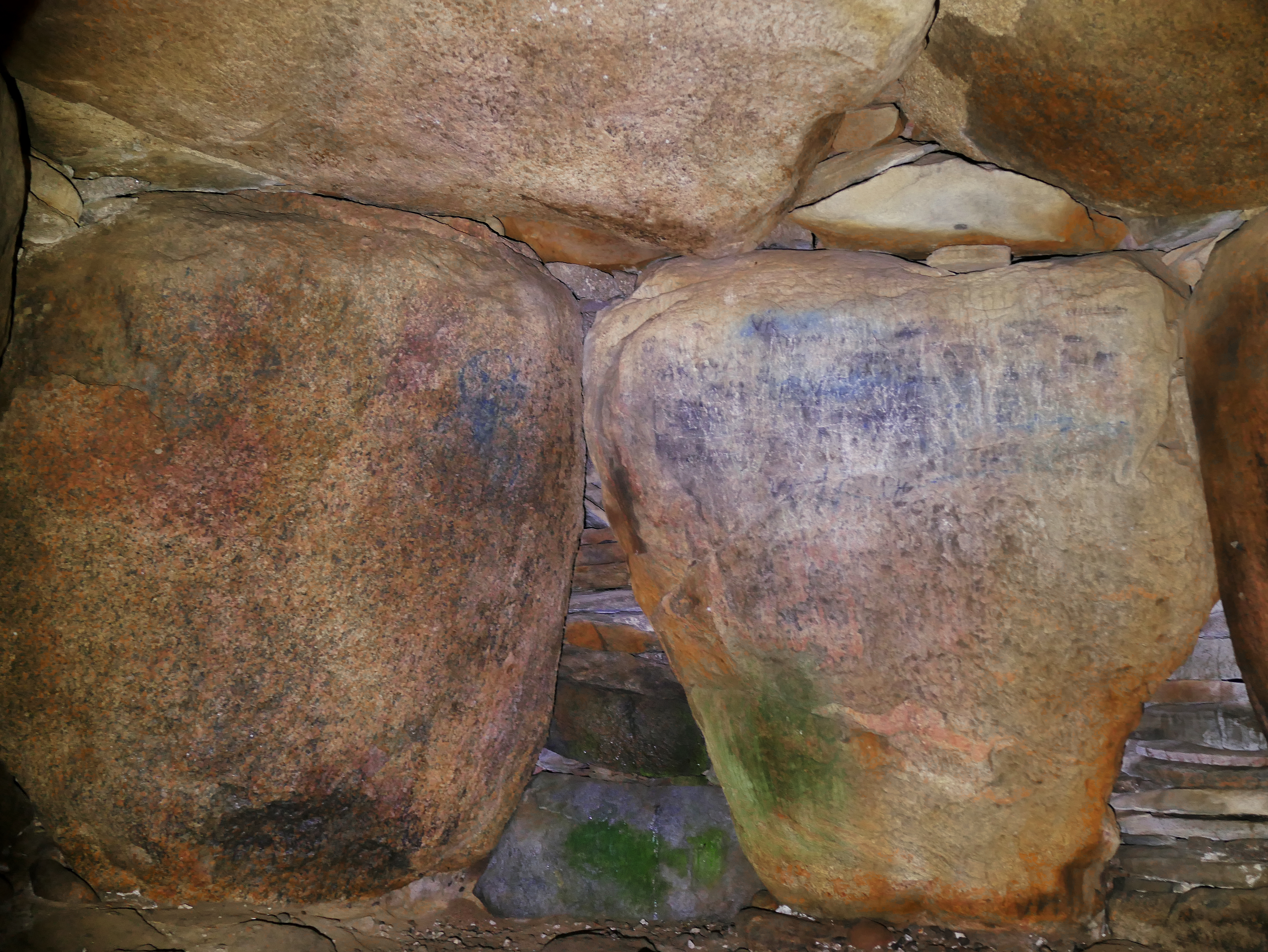
Südliche Kammer

### Die Nordkammer
Die nördliche Kammer wurde von A. P. Madsen ausgegraben. Die Kammer hat einen unregelmäßig ovalem Grundriss und acht Tragsteine und drei Decksteine. Er fand in der Kammer einen gepflasterten Fußboden mit mehreren Skeletten vor, davon zwei ausgestreckt in der Kammermitte, während die anderen Knochen, ein Stück Bernstein, Feuerstein und zerscherbte Keramik an den Wänden lagen. (Lage: 56° 39′ 9″ N, 9° 39′ 57,6″ O)

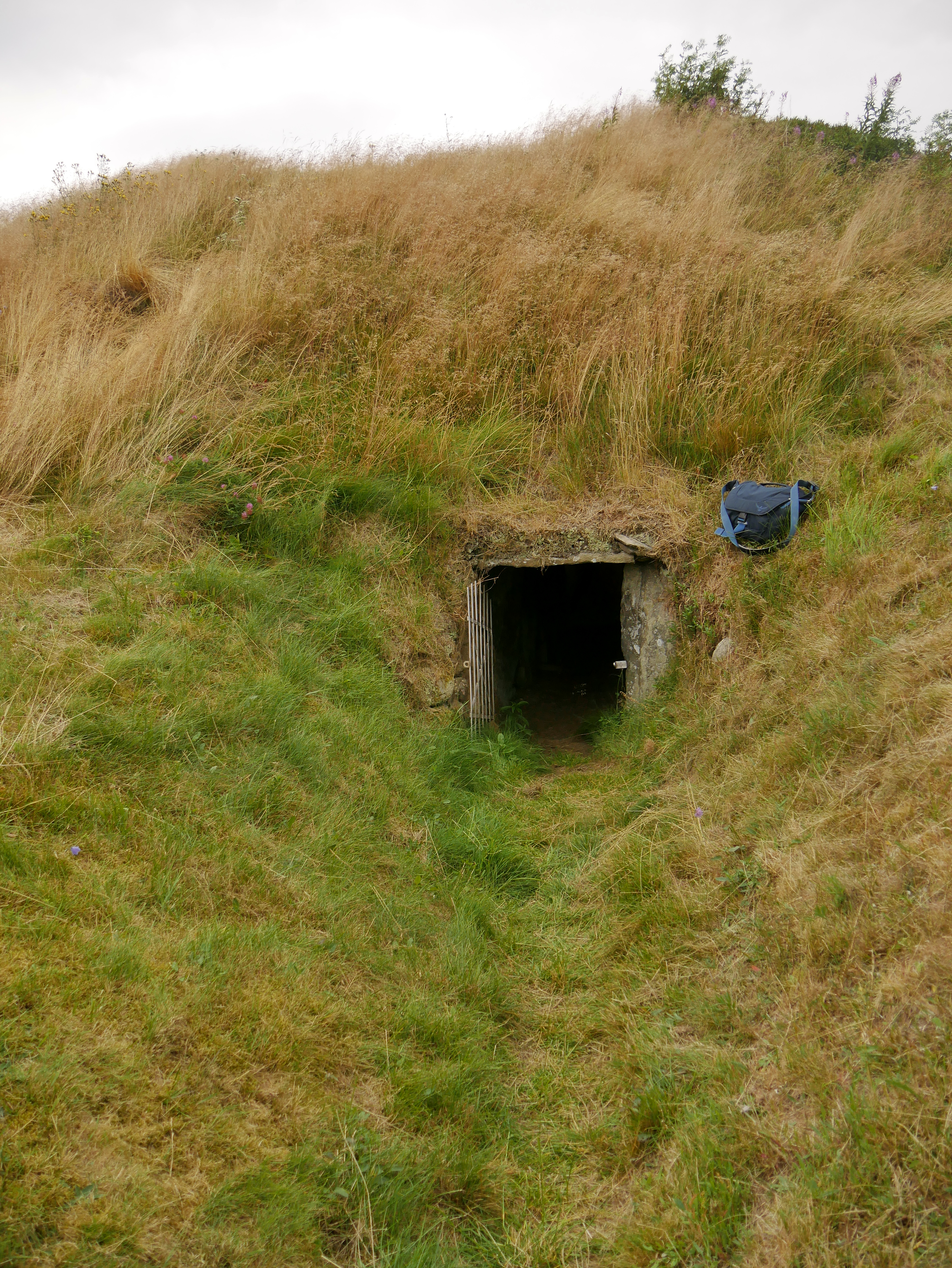
Eingang von Außen
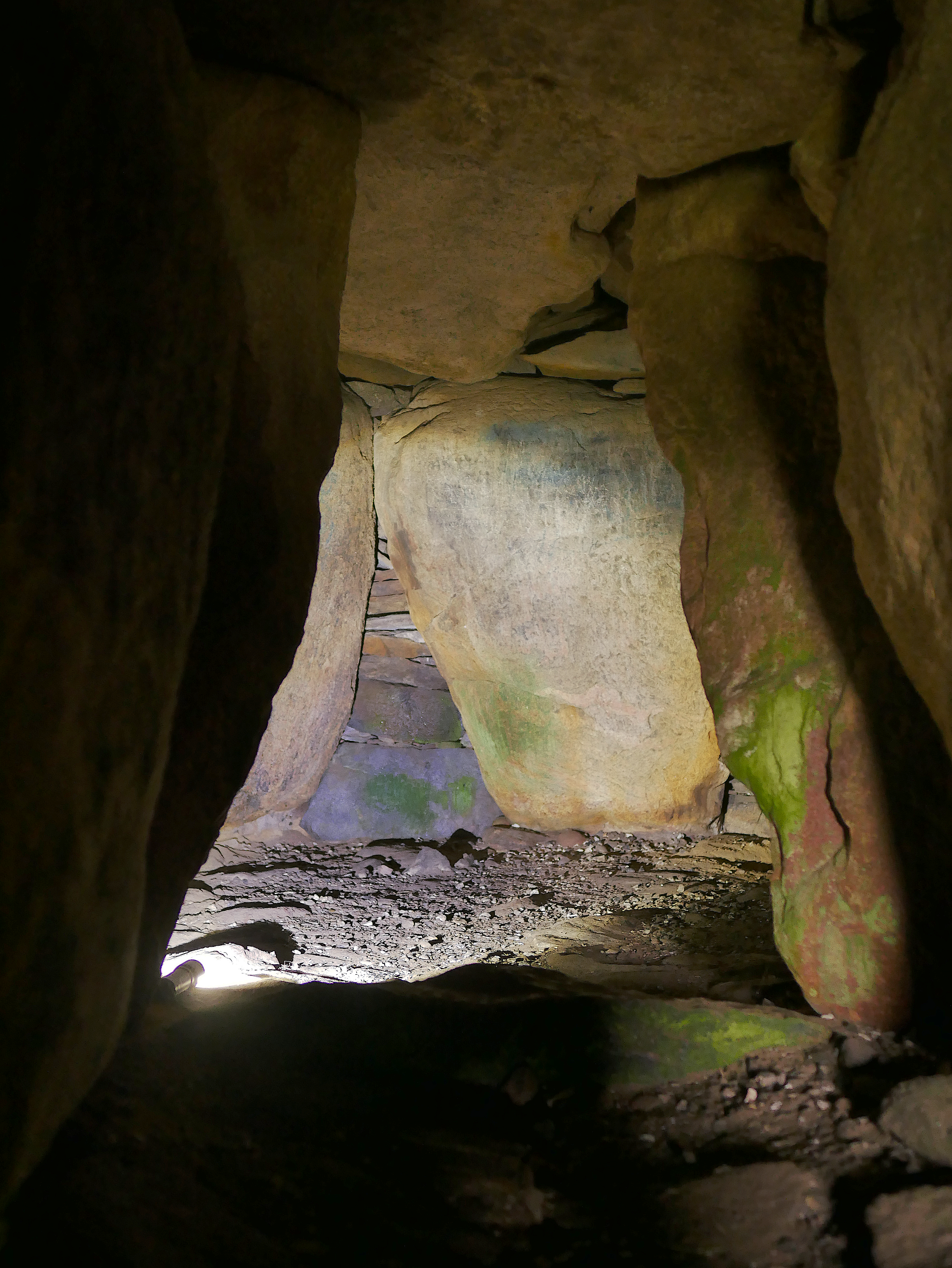
Gang zur Kammer
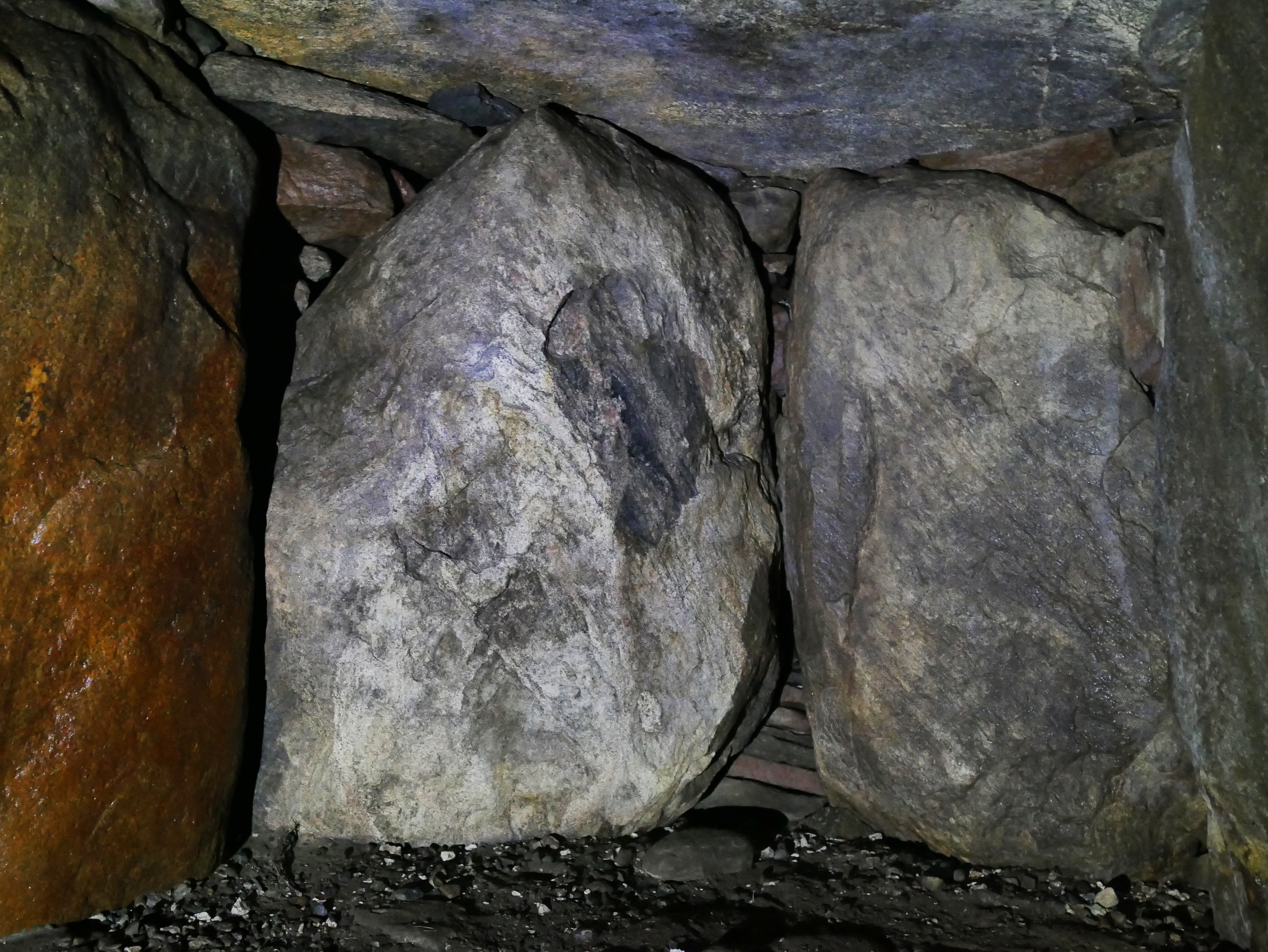
Nördliche Kammer
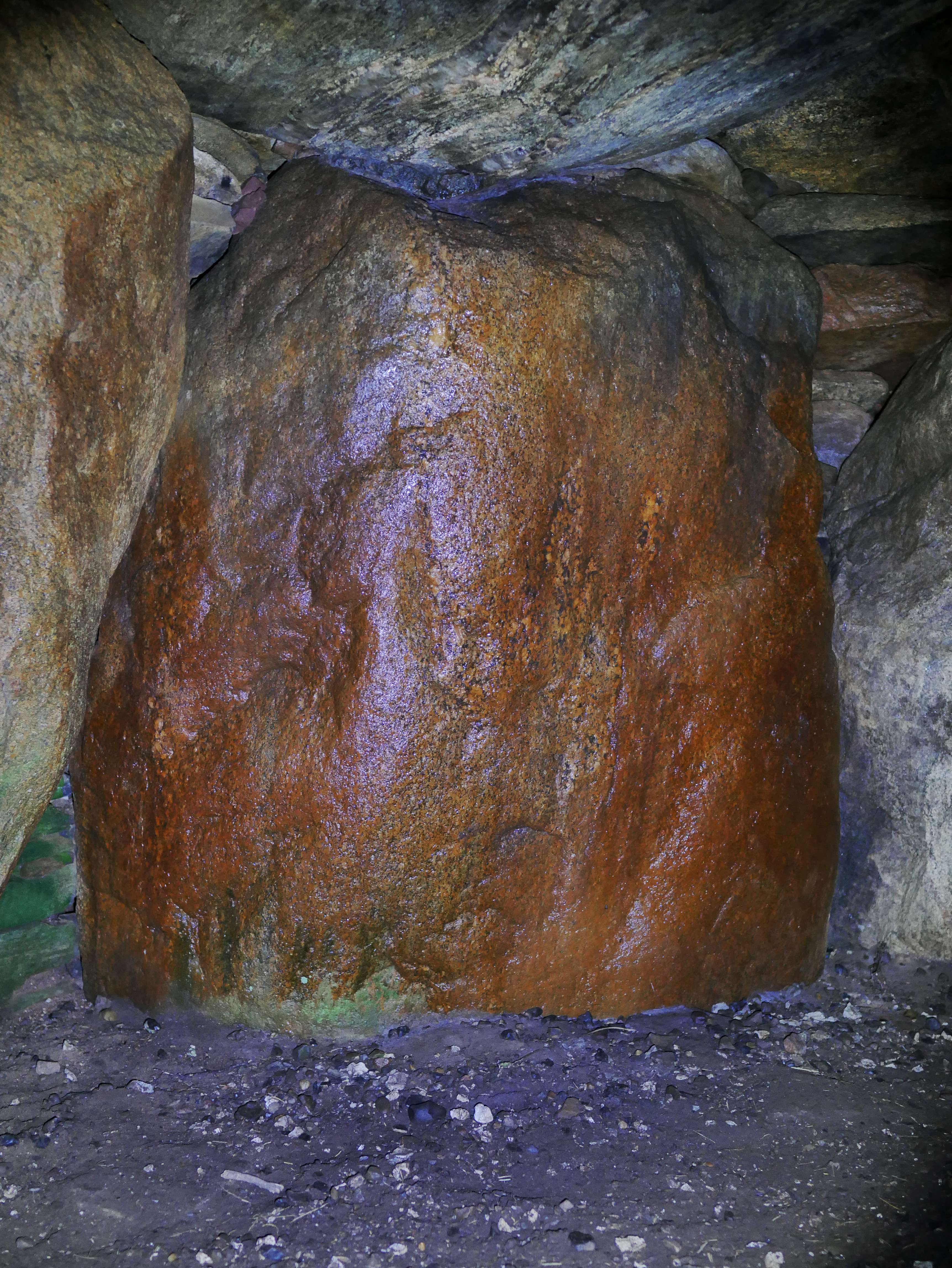
Nördliche Kammer

## Hannerup Jættestue

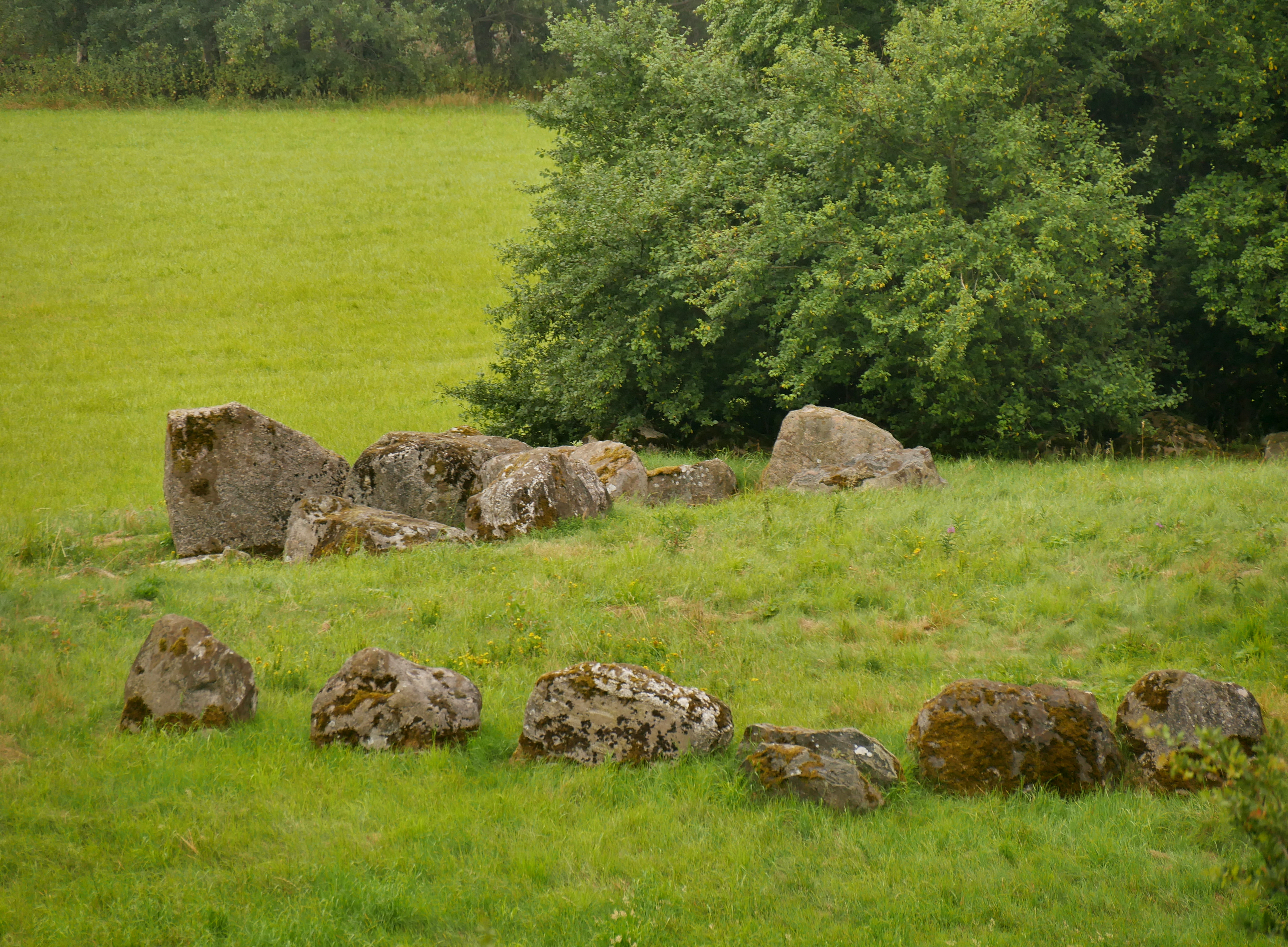
Grabhügel Hannerup Jættestue

Die Hannerup Jættestue (auch Østergård Jættestue genannt) ist die dritte Anlage, etwa 50 m von Snibhøj. Über sie liegen kaum Daten vor. (Lage: 56° 39′ 7,1″ N, 9° 39′ 59,5″ O)